# کیجل لوند
 کیجل لوند (انگلیسی: Kjell Lund؛ ۱۹۲۷ – ۱۷ اوت ۲۰۱۳) یک آهنگساز اهل نروژ بود.